# Оговская роспись

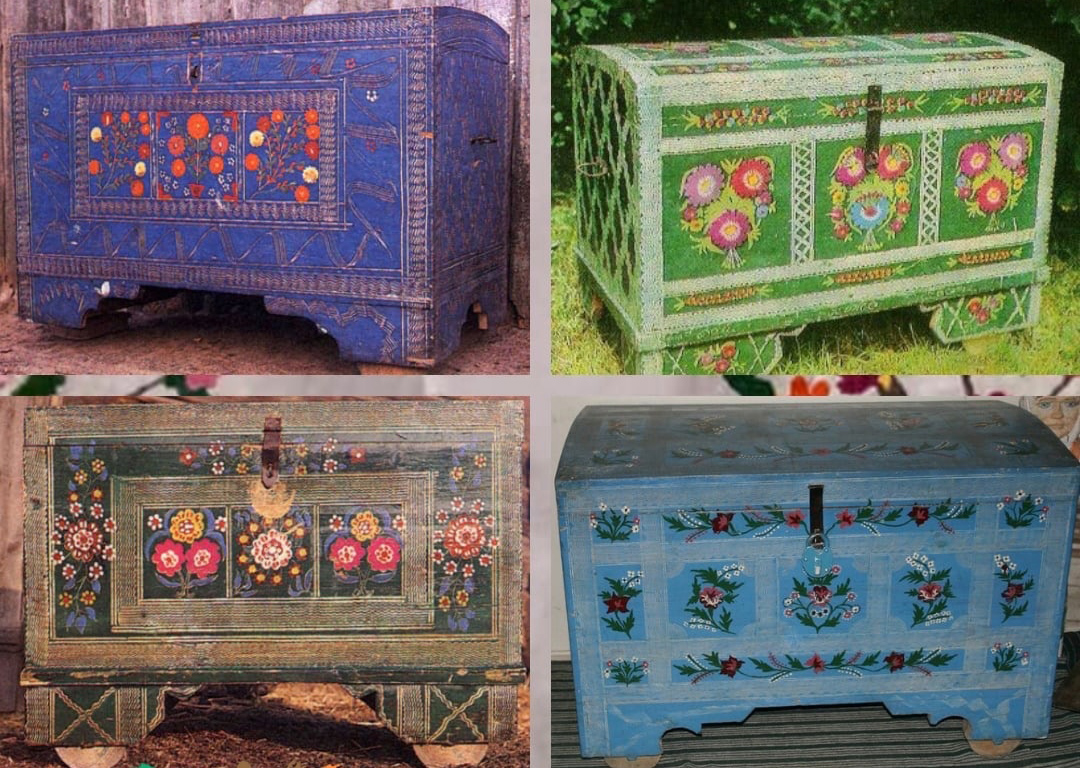
«Оговская роспись»

Оговская роспись — традиционный вид декоративной росписи по дереву, зародившийся в деревнях Ивановского, Березовского и Дрогичинского районов Брестской области  (этнокультурный регион Западное Полесье) и применявшийся для украшения сундуков. Для этого стиля характерны геометрические и цветочно-травяные орнаменты, исполненные в ярких красках на цветном фоне.

## История
Оговская роспись формировалась как семейное ремесло: умение расписывать деревянные изделия передавалось из поколения в поколение в Западном Полесье. Ещё в XIX веке в деревне Огово украшали цветочными узорами предметы мебели (буфеты, комоды) и особенно сундуки (так называемые "скрыни") для приданого. В начале XX века сундуки изготавливались мастерами нескольких полесских деревень (Огово, Ополь, Кремно, Завершье, Хомск и др.), причём мужчины занимались столярной частью и ковкой, а женщины и дети расписывали готовые изделия орнаментами. Первоначально окраску делали однотонной и украшали металлическими полосами, но уже к 1920–1930-м годам поверхность стали обильно покрывать народной росписью – свободно или с помощью трафаретов. Пик расцвета промысла пришёлся на 1950-е годы, когда спрос на традиционные расписные сундуки ещё сохранялся. Однако уже к началу 1960-х народное производство сократилось – сказалось изменение быта и широкое распространение фабричной мебели. Во второй половине 1960-х – 1970-е годы государственные органы и энтузиасты народной культуры обратили внимание на оговскую роспись как ценное художественное наследие. Брестская фабрика сувениров (основана в 1960-е в г. Брест) включила полесские орнаменты в сферу своих интересов, стремясь возродить их на новой основе. В 1978 году на фабрике официально открылся филиал-участок в деревне Огово, куда были приглашены опытные народные мастерицы для организации производства сувенирной продукции с традиционной росписью. Это событие ознаменовало второе рождение оговских сундуков: хотя крупные приданые лари уже вышли из обихода, фабрика наладила выпуск уменьшенных шкатулок и декоративных сундуков, сохранявших стиль росписи Полесья. На предприятии были задействованы художники, занимавшиеся творческими экспериментами — они адаптировали оговские мотивы для различных изделий, разрабатывали новые эскизы на основе локальных орнаментов, сочетая аутентичные элементы с требованиями удобства и серийного производства. В результате к началу 1980-х оговская роспись прочно вошла в каталог брестских сувениров. Фабричные мастера бережно относились к источникам: документировались старинные узоры, собирались образцы дореволюционных сундуков, что помогло сохранить преемственность стиля. Производство расписных сувениров в Огово продолжалось более десятилетия, до конца 1980-х – 1990-х годов, после чего локальный участок был закрыт в связи с общим спадом отрасли народных промыслов в постсоветский период. Тем не менее, накопленный запас знаний и обученные кадры не позволили традиции исчезнуть. Многие изделия этого периода разошлись по музеям и частным коллекциям, став культурными артефактами. Отдельные мастера продолжали расписывать сундуки и шкатулки в домашней мастерской даже после свертывания филиала.

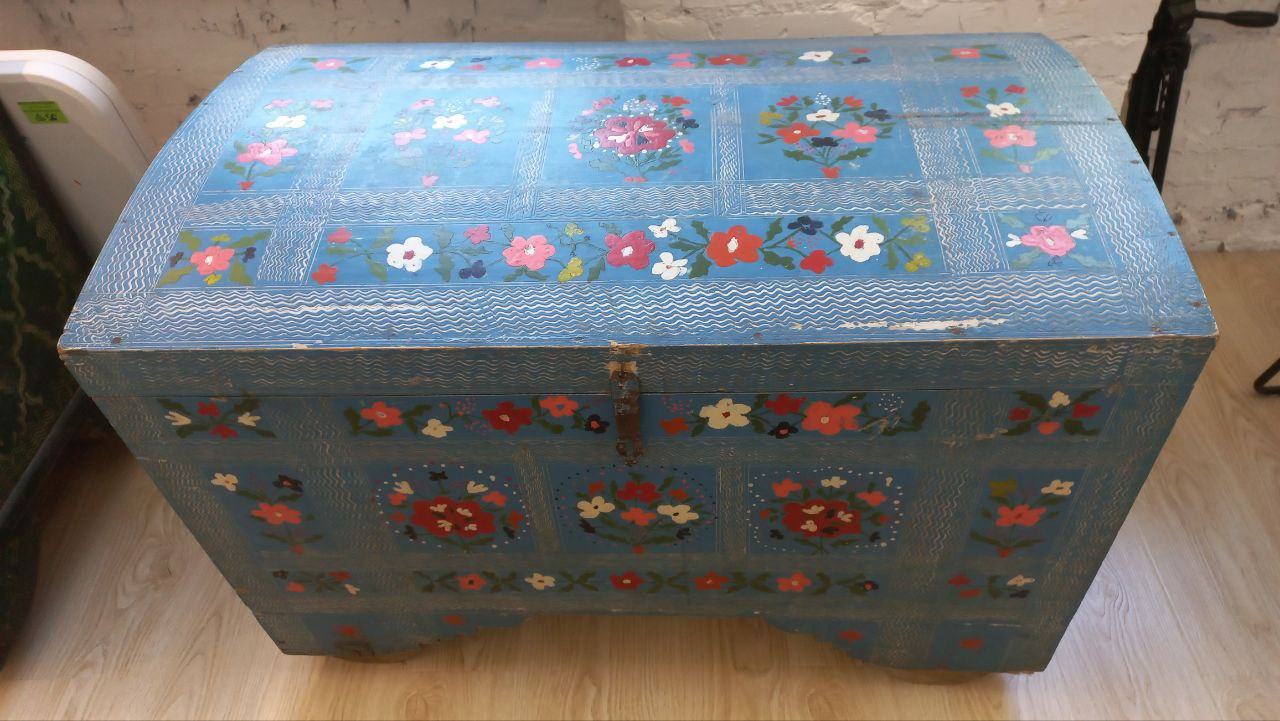
Оговский сундук, магазин-музей Брестская Фабрика Сувениров
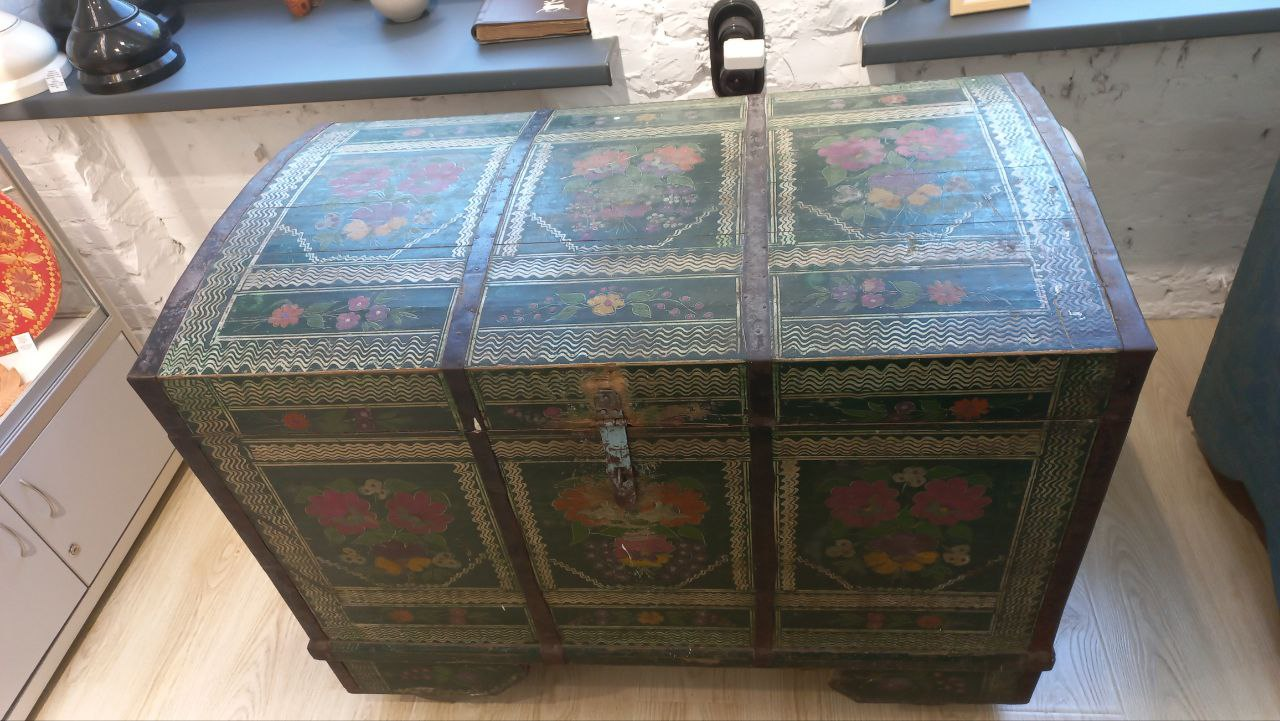
Сундук с оговской росписью, магазин-музей Брестская Фабрика Сувениров

## Особенности
Оговская роспись отличается лаконичностью композиции и жизнеутверждающим характером народного орнамента. Композиция обычно имеет замкнутый, симметричный характер. Основные элементы – стилизованные цветы, травы и листья, собранные в букеты, венки и гирлянды. Мастера Полесья вкладывали символический смысл в рисунок: например, букет цветов олицетворяет благополучие и добрые пожелания, волнообразные линии символизируют воду и жизненную энергию, венок означает вечность и совершенство, а ромбовидные фигуры ассоциируются с плодородием земли. Для техники росписи характерно применение "фляндровки" – старинного приёма, при котором рисунок процарапывается на свежей краске. Фляндровкой поверхность сундука делили на геометрические секции: крупный центральный прямоугольник и узкие каймы по краям. Например, крышку и переднюю стенку обычно разбивали белыми полосами на несколько прямоугольных секций: центральное поле и декоративные бордюры сверху и снизу. Затем центральное поле делилось вертикальными линиями на квадратные «окна», внутри которых расписывались цветочные композиции. По углам этих квадратов и вдоль рамок шли гирлянды из мелких цветков, объединяя узор в единую композицию. Боковые стенки украшались косой сеткой (диагональная фляндровка), образующей ромбовидные ячейки. Основные мотивы росписи – букеты полевых цветов, розетки, веночки, растительные узоры – писались яркими густыми красками (вишнёво-красной, жёлтой, голубой, зелёной) на фоне сочных тонов зелени или синевы. Отсутствие полутонов и чёткое разделение цвета делают орнамент хорошо различимым издалека. Рисунки выполняются свободной манерой кистью; несмотря на простоту элементов, каждый мастер привносил индивидуальные черты. Тем не менее, общая стилистика остаётся узнаваемой: оговская роспись имеет близкие параллели с другими видами полесского декоративно-прикладного искусства (например, с орнаментами ткачества или вышивки из того же региона), но выделяется именно мотивами цветущей природы и символическими пожеланиями процветания.

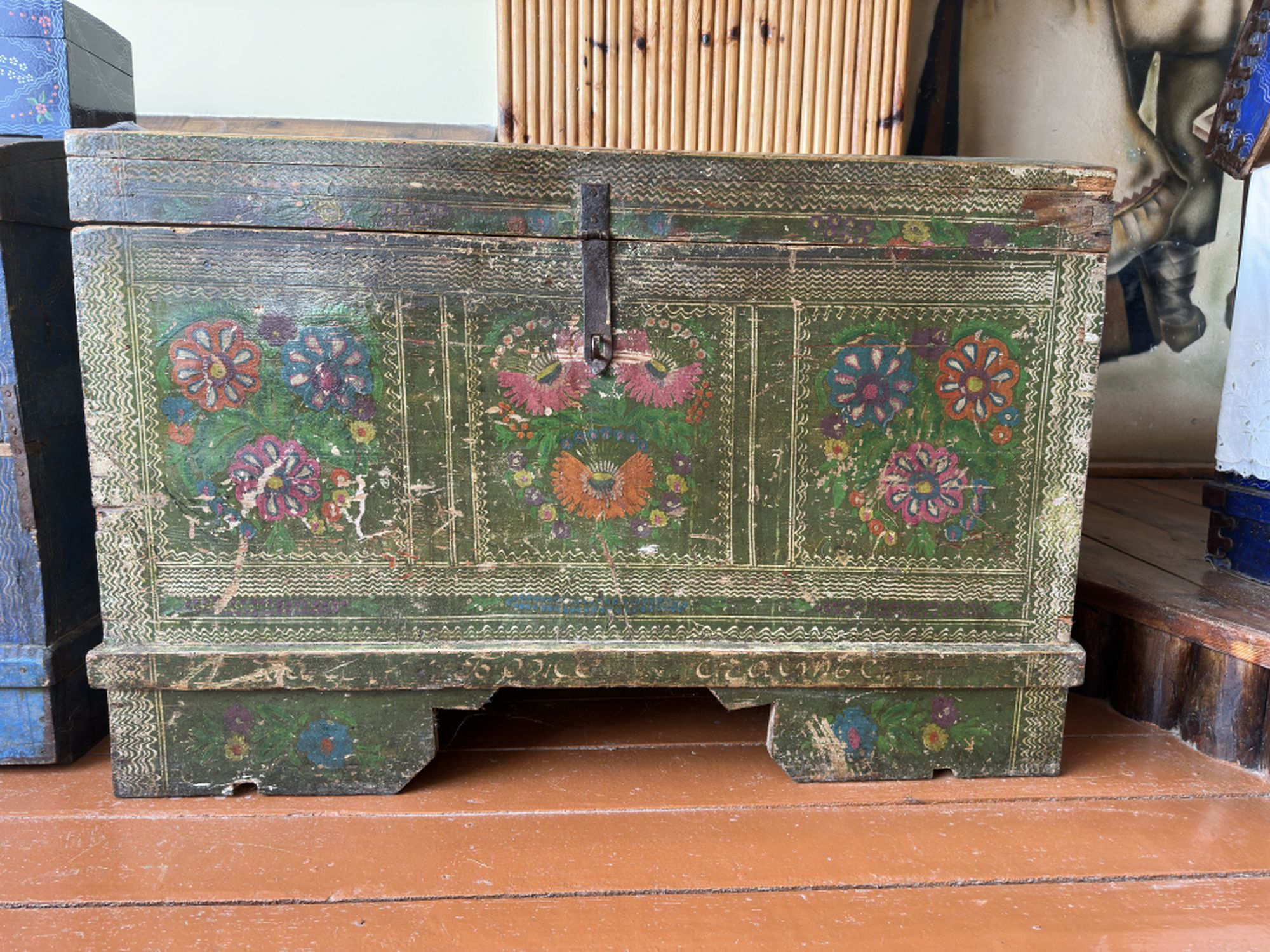
Куфар, вид спереди, коллекция Дома культуры д.Ляховичи
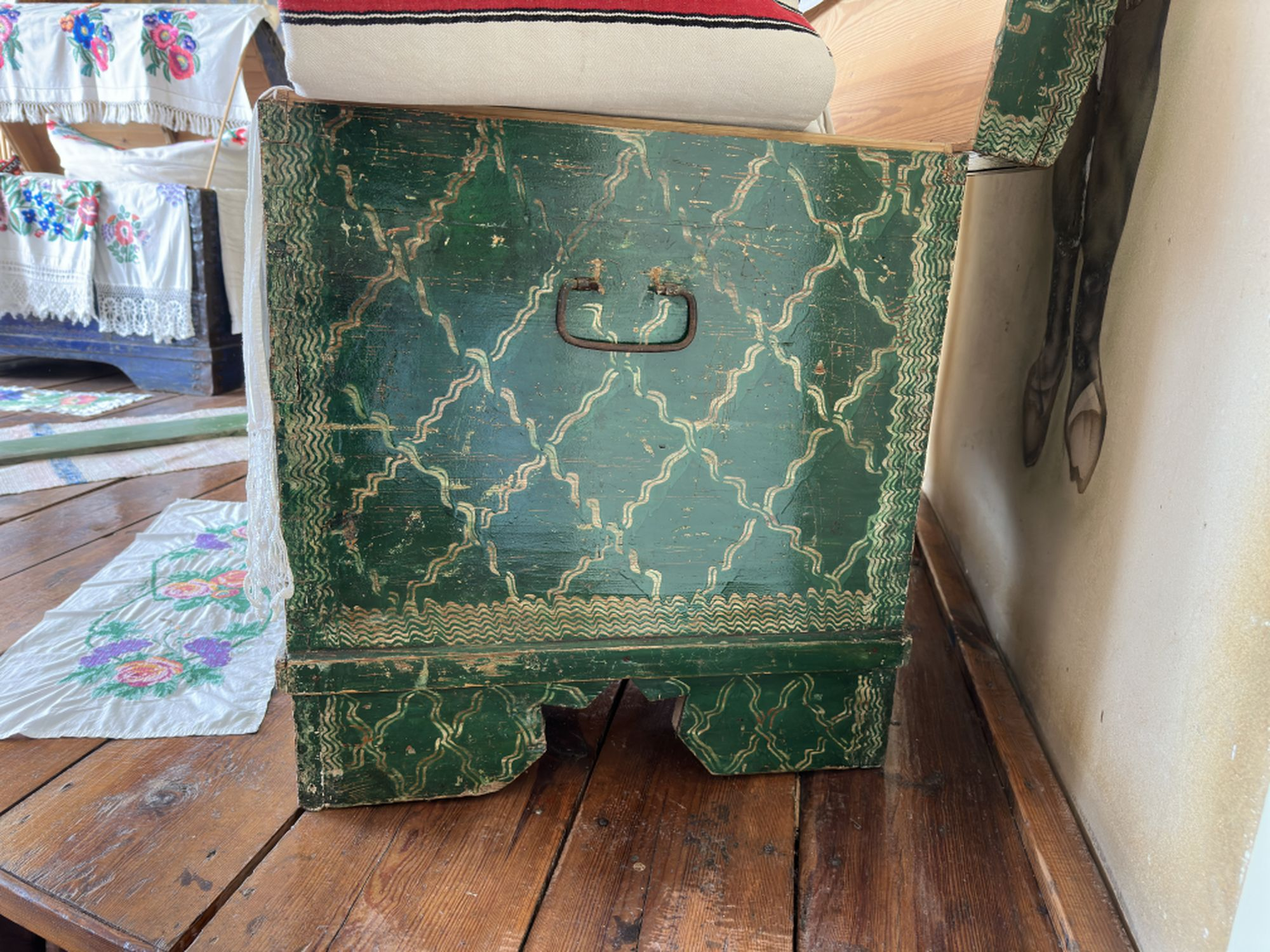
Куфар, вид сбоку, коллекция Дома культуры д.Ляховичи
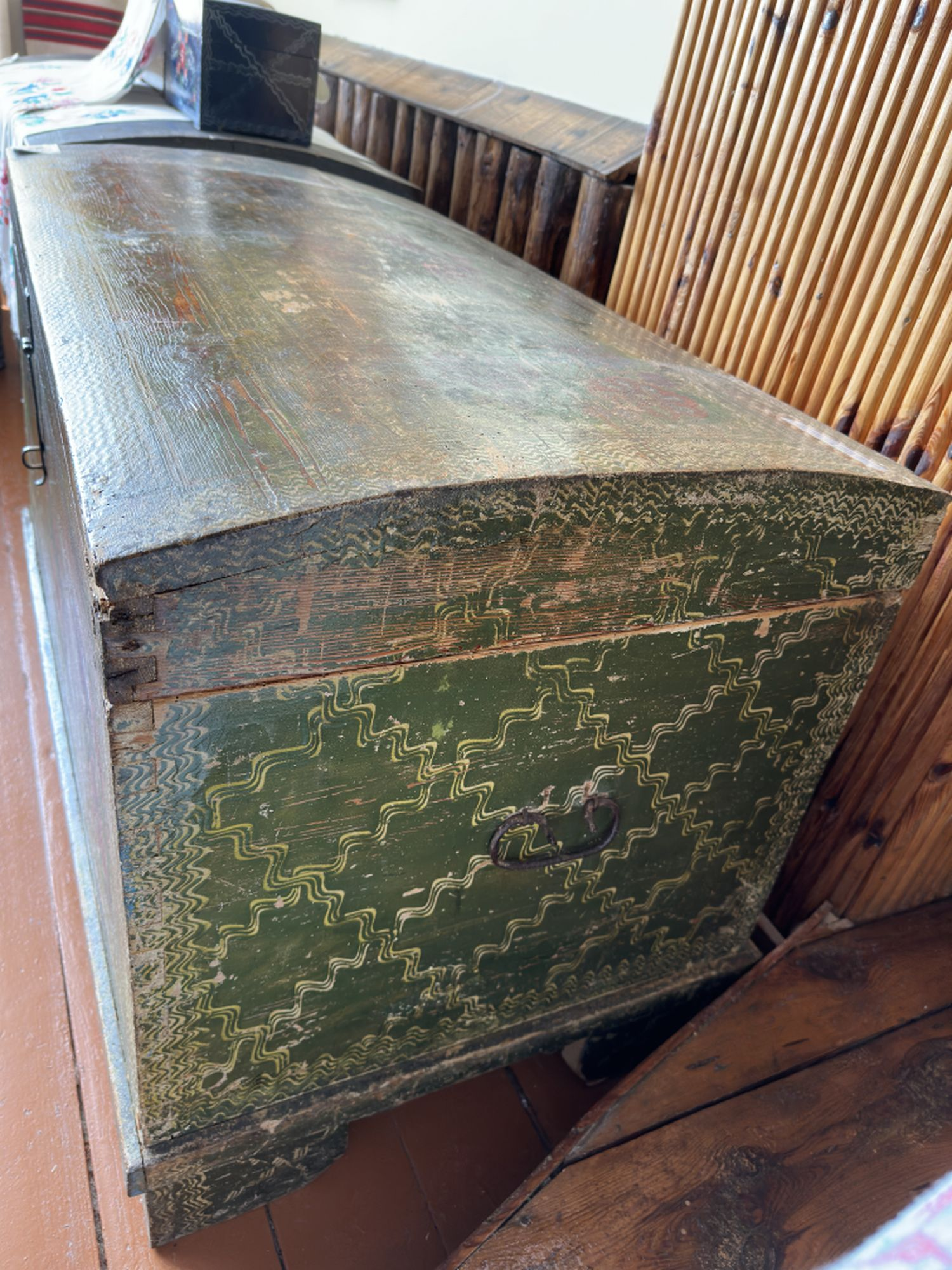
Куфар, вид сбоку, коллекция Дома культуры д.Ляховичи

## Современное состояние
В конце XX – начале XXI века интерес к оговской росписи вновь возрос как к части культурного наследия Беларуси. После распада СССР Брестская фабрика сувениров некоторое время переживала кризис, однако традиции промысла не были утрачены. Оговские узоры вновь востребованы: они используются при оформлении современных сувениров и интерьеров в национальном стиле. На базе учреждений культуры Ивановского района организуются мастер-классы и кружки для детей по обучению оговской росписи, что способствует передаче навыков молодому поколению. Продолжают выходить и новые сувенирные изделия, оформленные в данном стиле – потомки легендарных полесских сундуков. Таким образом, оговская роспись из местной художественной традиции превратилась в признанный символ полесского народного творчества.

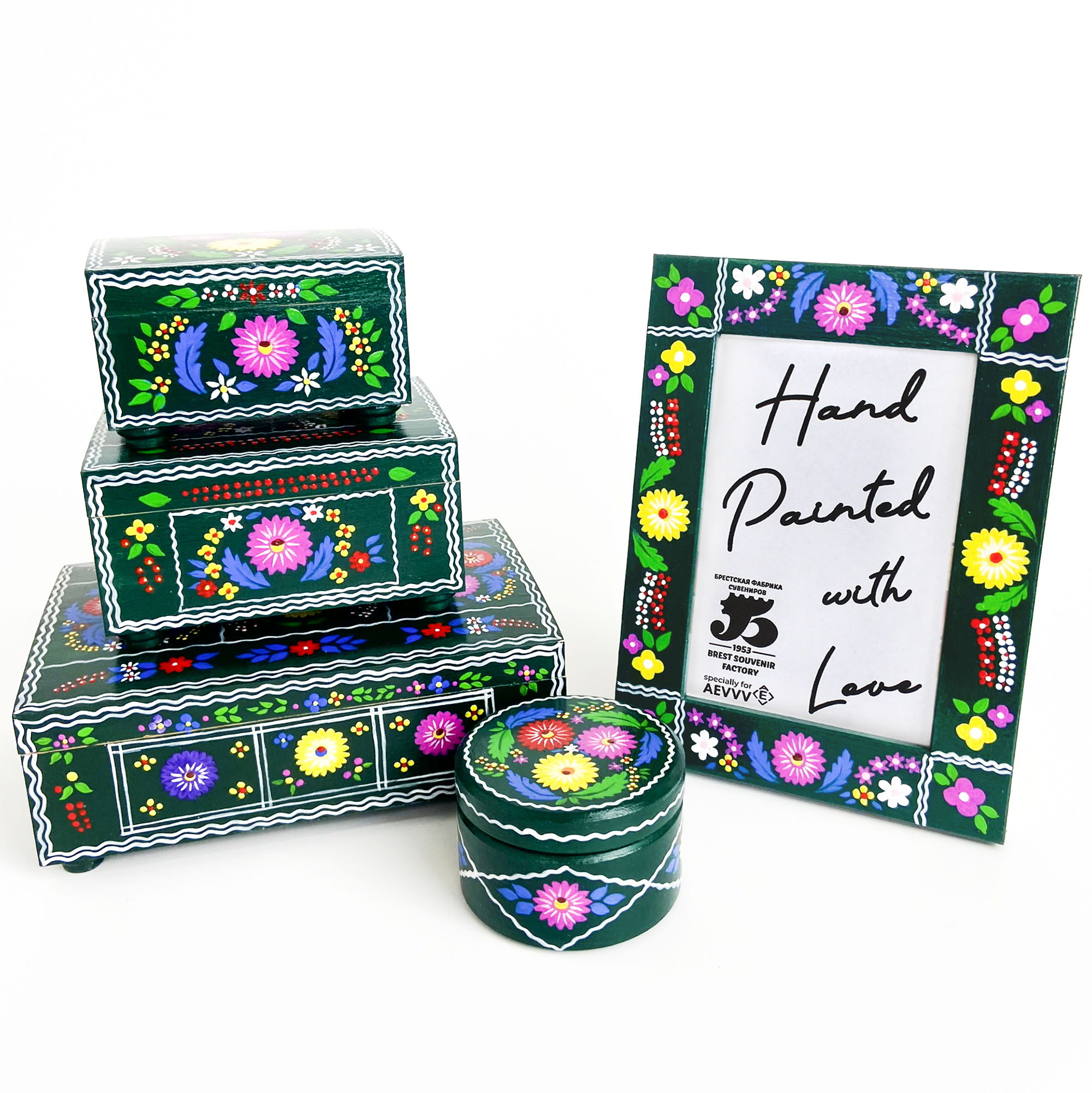
Серия сувенирной продукции "Мотоль" в стиле оговская роспись, Брестская фабрика сувениров, 2024 год
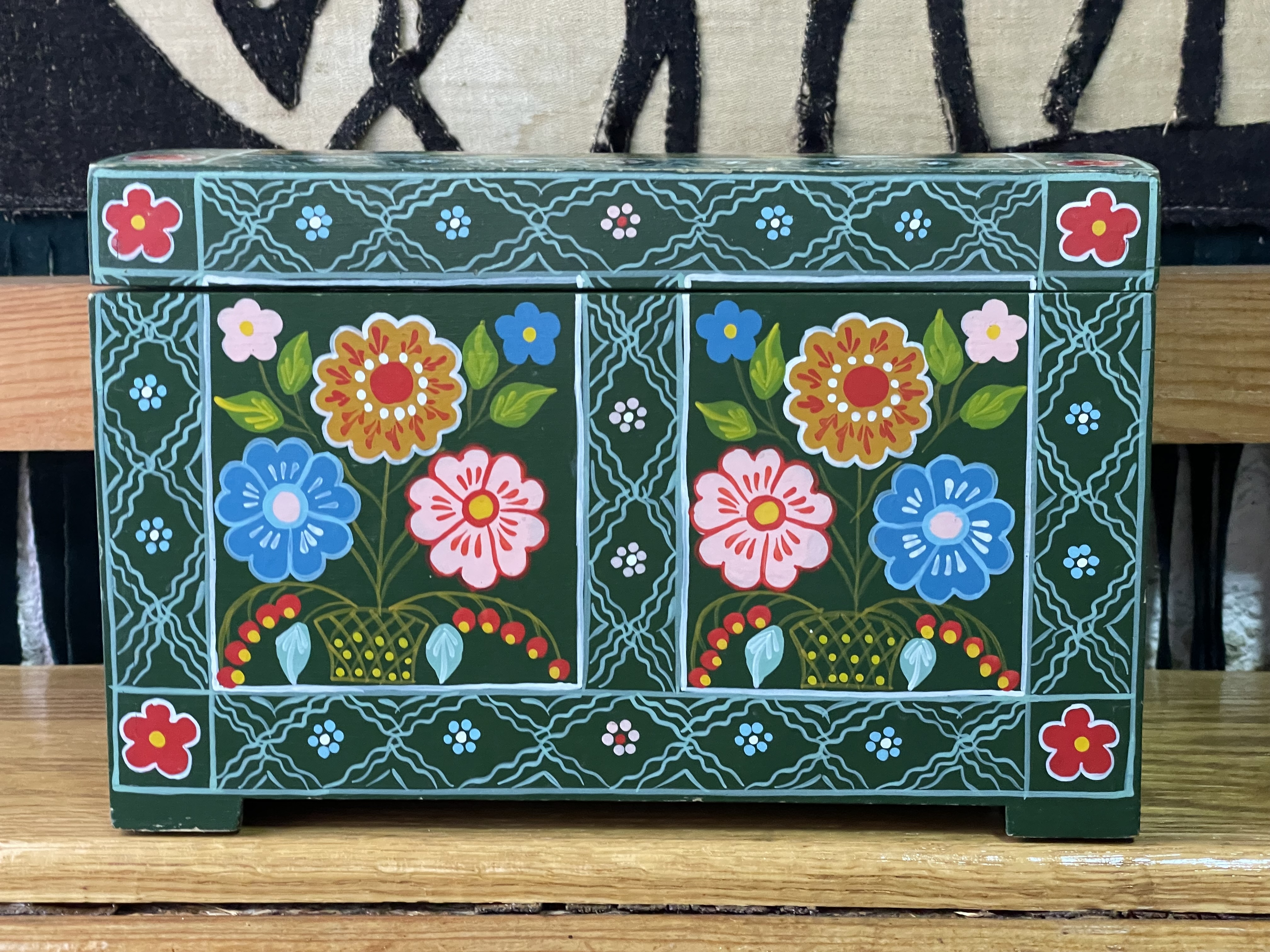
Шкатулка в стиле оговской росписи, Брестская фабрика сувениров, 2000-ые
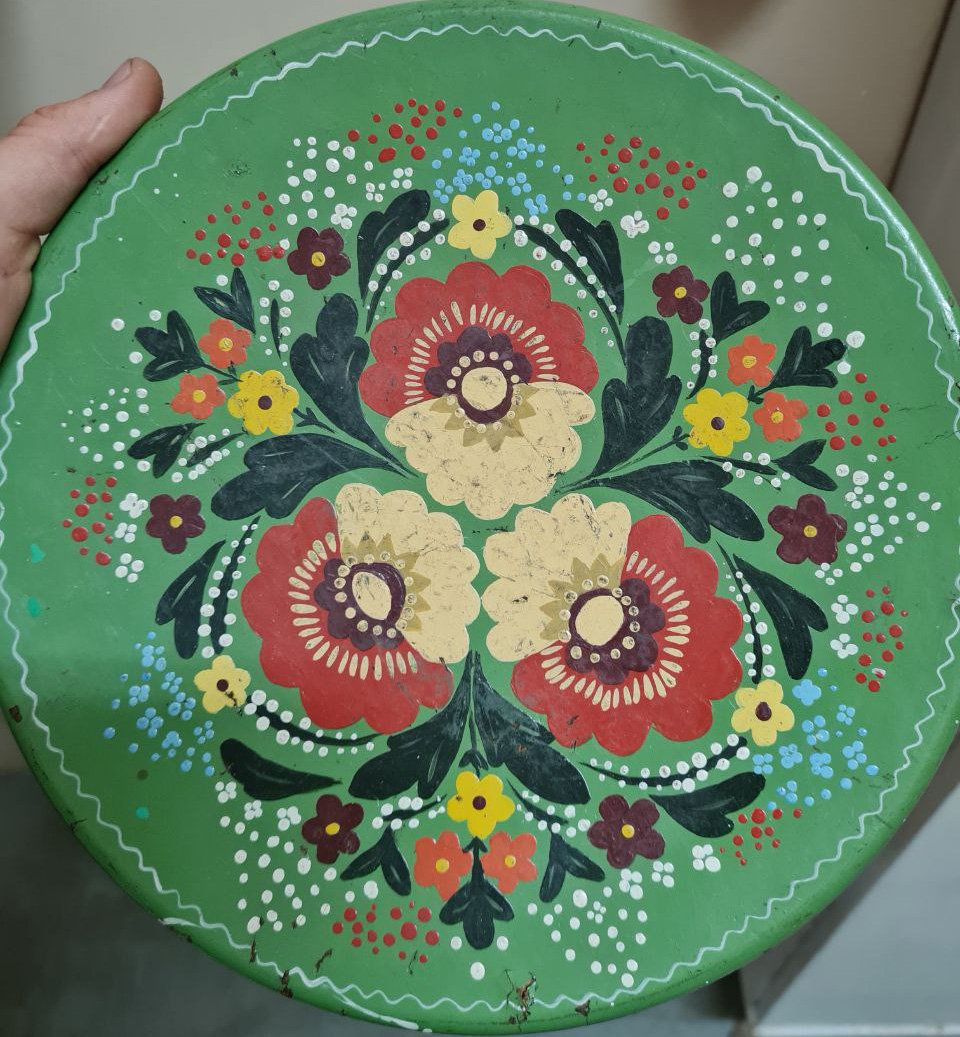
Декоративная тарелка в стиле оговской росписи, Брестская фабрика сувениров, 80-ые
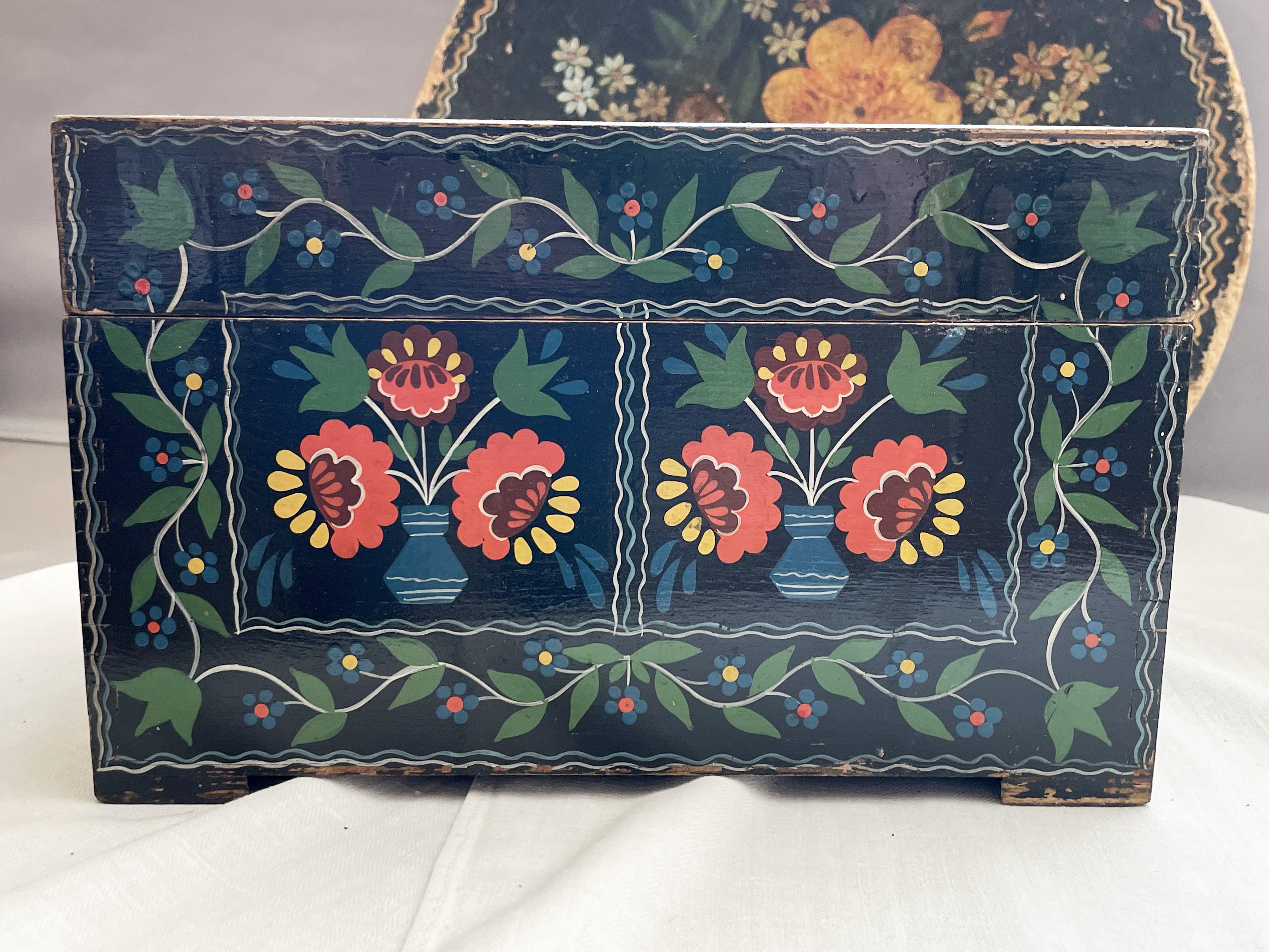
Деревянная шкатулка в стиле оговская роспись, филиал Брестской фабрики сувениров в д.Огово, 80-ые